# شوگوی
شوگوی (به صربی: Šogolj) یک منطقهٔ مسکونی در صربستان است که در کروشواتس واقع شده‌است. شوگوی ۱۶۶ نفر جمعیت دارد.